# Gustav Cornelis Bremer
Gustav Cornelis Bremer, voor intimi Kees Bremer, tijdens zijn leven bekend als G.C. Bremer (Rotterdam, 7 juli 1880 - Arnhem, 14 augustus 1949), was een Nederlands architect en Rijksbouwmeester (1924-1945).
Hij studeerde bouwkunde aan de Polytechnische School te Delft, waar hij in 1904 afzwaaide als ingenieur.
Vanaf 1916 werkte Bremer voor de Dienst Landsgebouwen, vanaf 1923 de Rijksgebouwendienst. Bremer werd in 1924 hoofd van de afdeling nieuwbouw van de Rijksgebouwendienst, met de titel Rijksbouwmeester, hij bleef echter ondergeschikt aan het hoofd van de dienst, J.C.E. baron van Lynden (1887-1946), hetgeen conflicten opleverde.
In de Tweede Wereldoorlog werd Nederland door Duitsland bezet (1940-1945) en kwamen ambtenaren onder zware druk te staan. Van Lynden nam in 1941 ontslag, zodat Bremer, die aanbleef, de leiding kreeg van de dienst. Na de bevrijding in mei 1945 werd Bremer nog bevestigd als hoofd van de dienst, maar kort daarna, in juli 1945, ging hij met pensioen.

## Bouwwerken
Enkele door Bremer ontworpen gebouwen:
- Landhuis Beukbergen, Huis ter Heide (Zeist), 1910
- Meisjes-HBS, Arnhem, 1916-1917
- Hoofdpostkantoor (Rotterdam) 1915-1923
- Hoofdkantoren van PTT (sinds 1993 huisvest het  gebouw het ISS), Kortenaerkade 11-12, Den Haag, 1920-1923
- Oud Gouvernementsgebouw van de Nederlandse provincie Limburg, Maastricht, 1930
- Voormalig Botanisch Centrum, Wageningen, 1934
- Postkantoor, Winterswijk, 1938
- Ritzema Boshuis, Wageningen, 1939, Laboratorium van de Wageningen University & Research, gesloopt in 2009
- Wilhelminabrug, Maastricht, 1932, verwoest in 1944
- Stationspostgebouw, Den Haag, 1949[1]

Bremers laatst uitgevoerde ontwerp, het Stationspostkantoor bij het station Hollands Spoor in Den Haag, gebouwd in de periode 1940-1949, is geplaatst op de Top 100 Nederlandse monumenten 1940-1958.

## Galerij

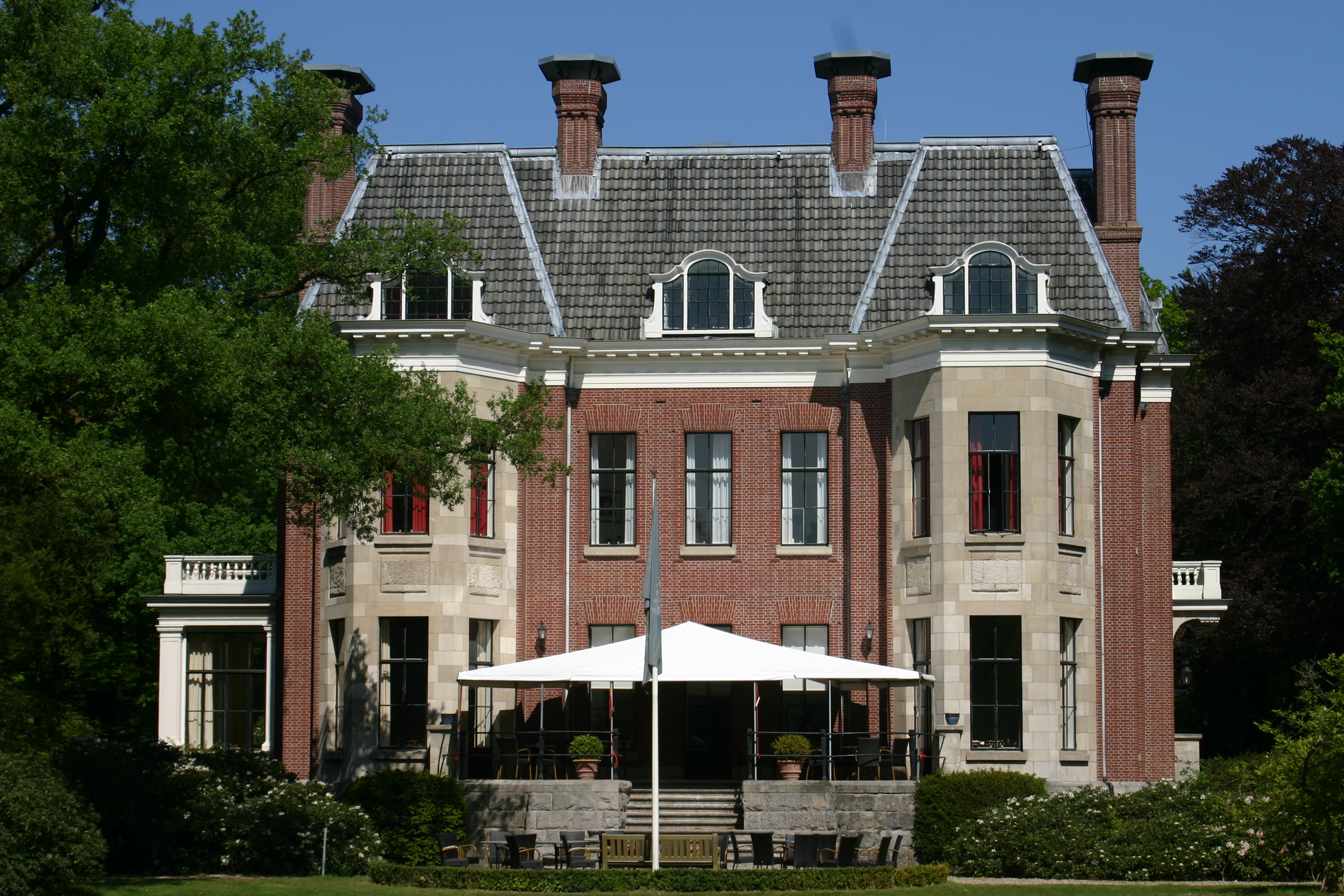
Beukbergen in Huis ter Heide
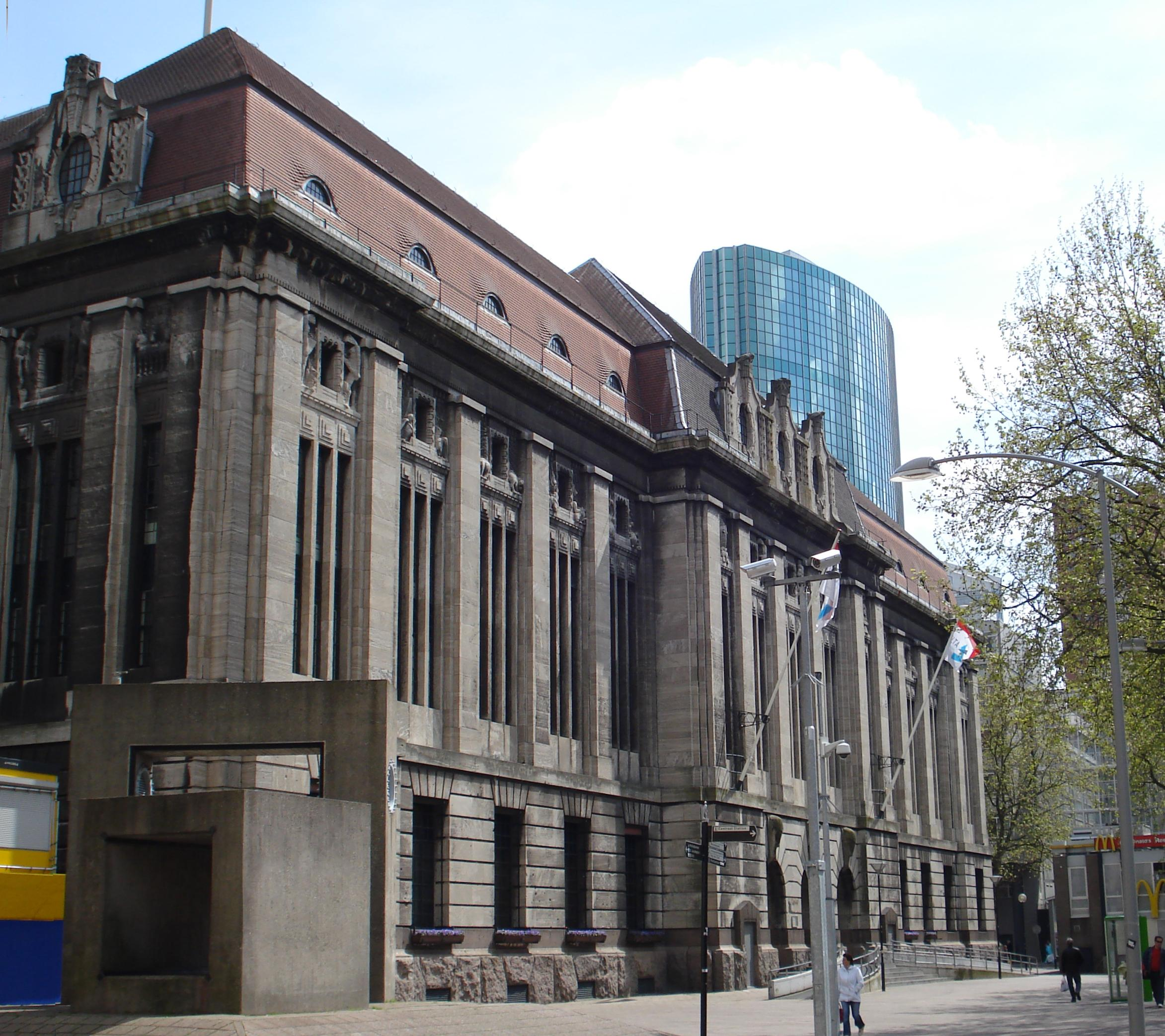
Hoofdpostkantoor in Rotterdam
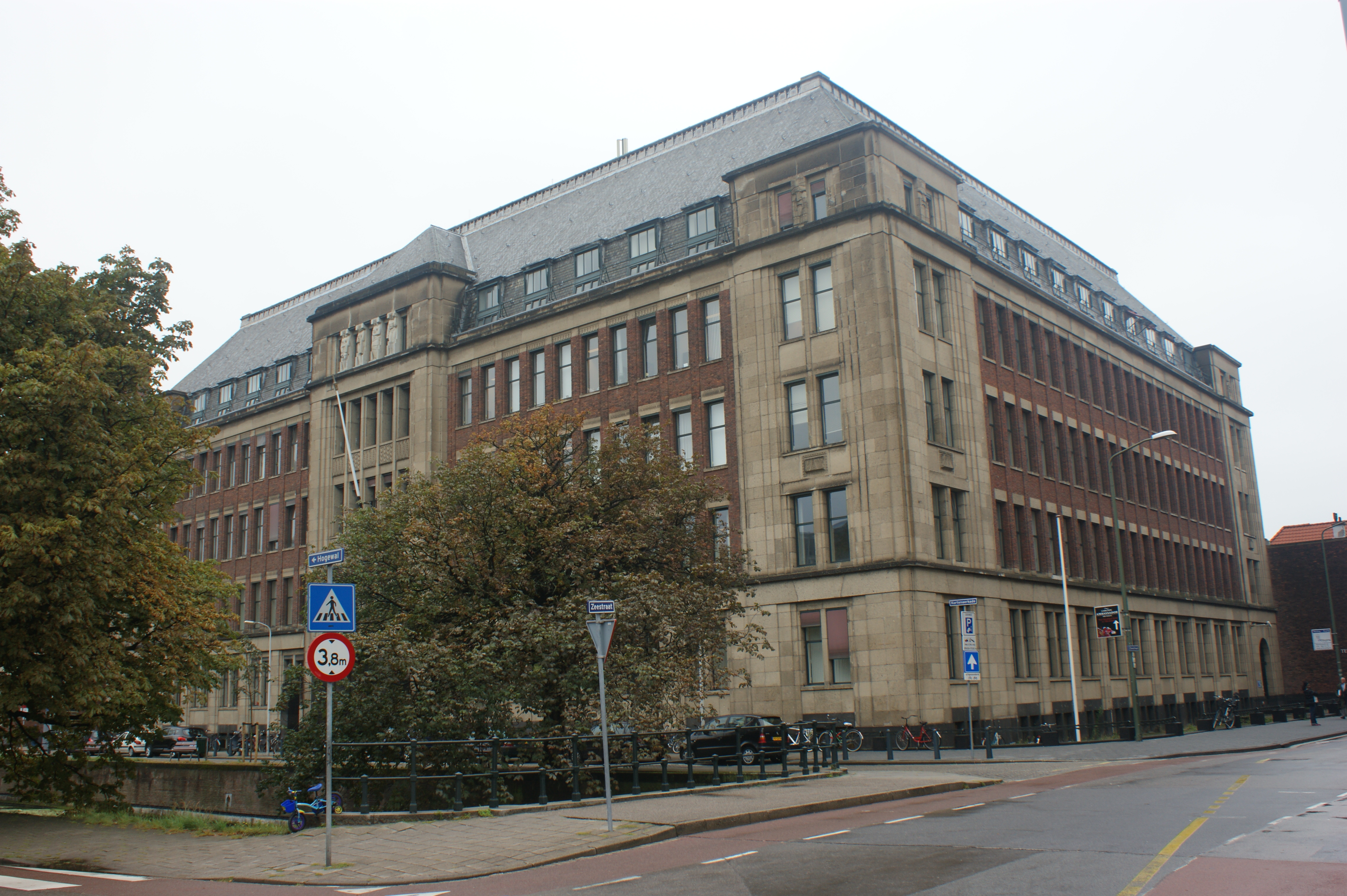
Voormalig PTT-gebouw in Den Haag
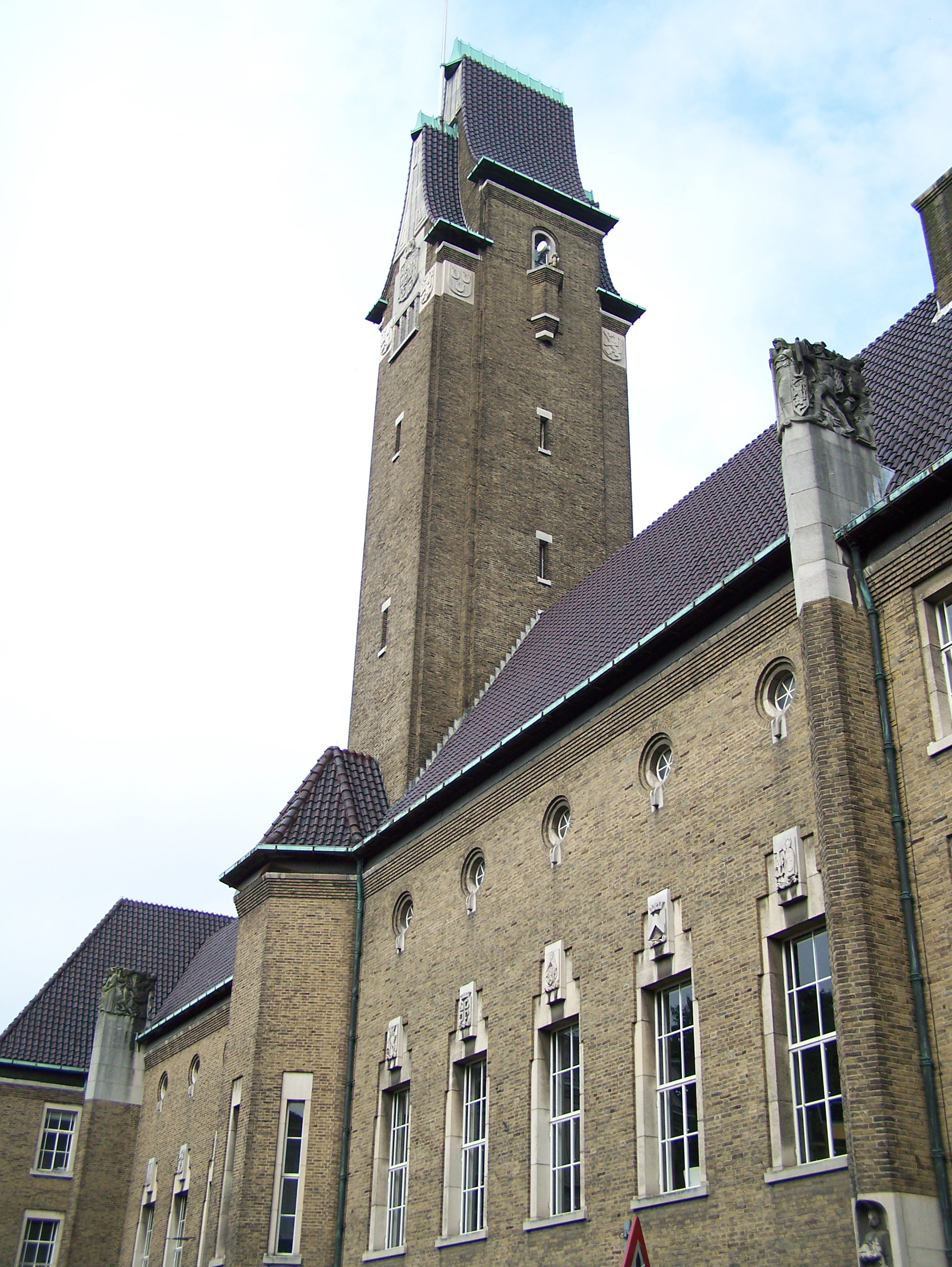
Oud Gouvernement in Maastricht
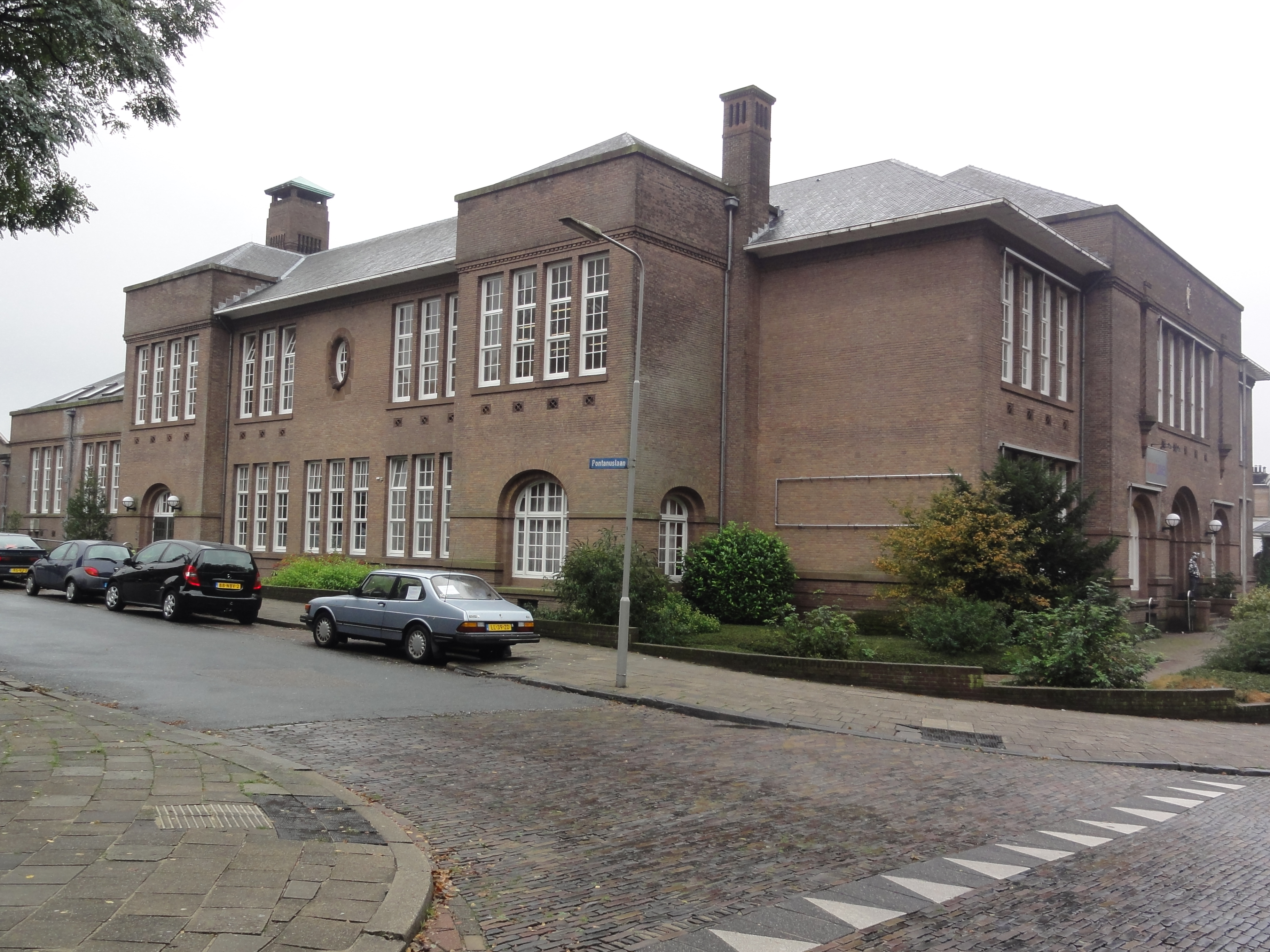
Meisjes-HBS in Arnhem
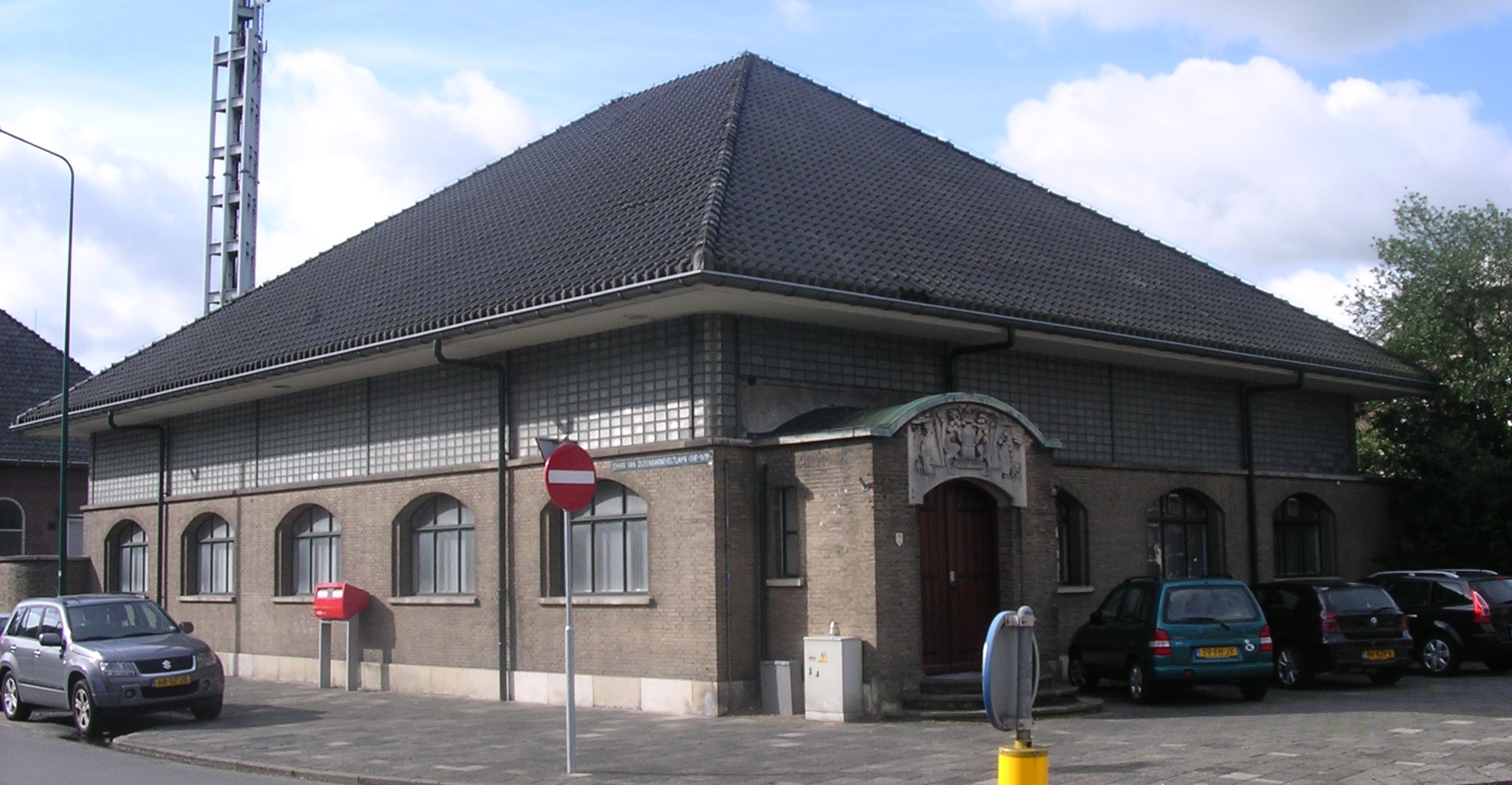
KPN-gebouw in Woerden
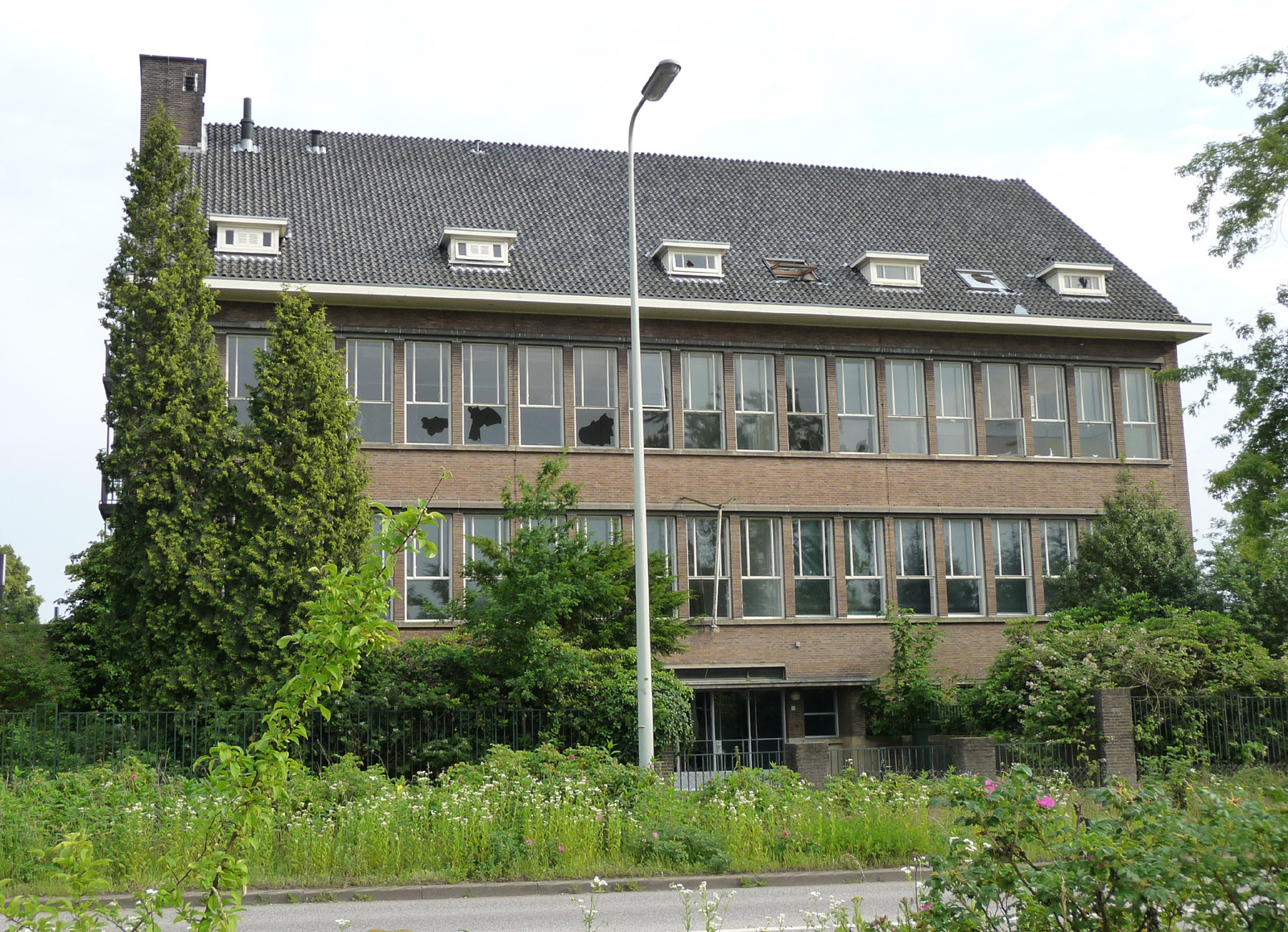
Ritzema Boshuis in Wageningen
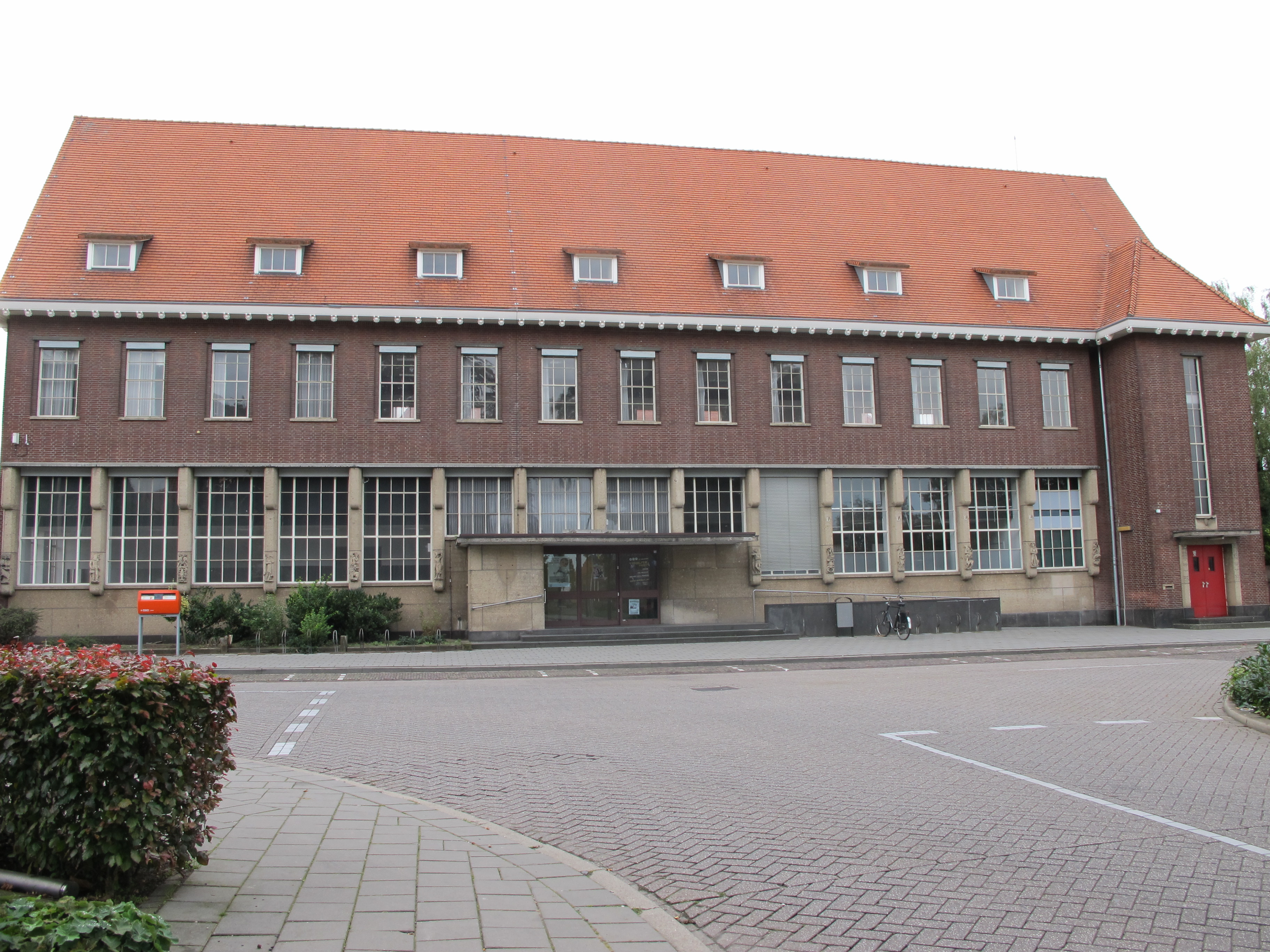
Postkantoor in Winterswijk
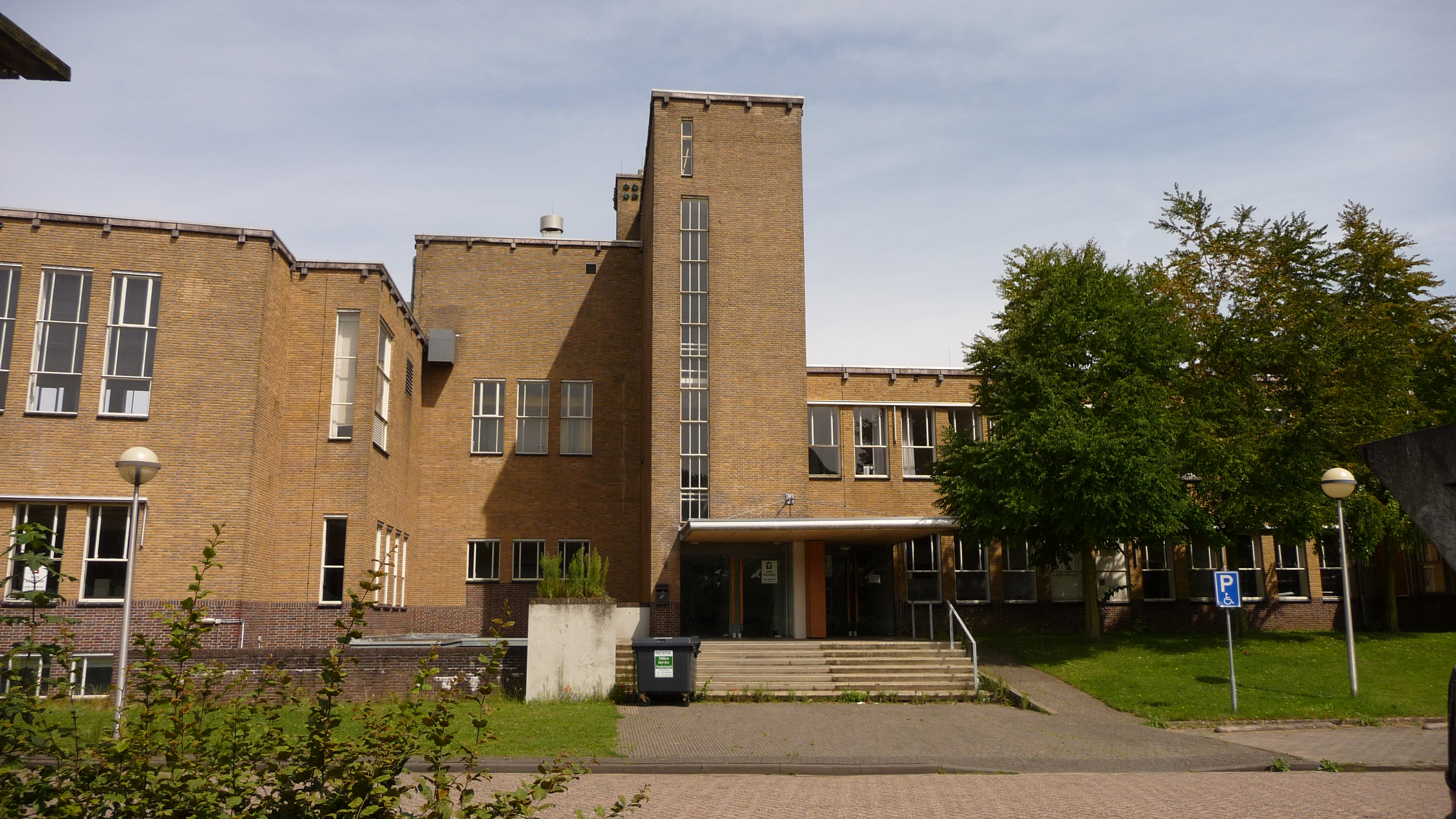
Botanisch Centrum - Arboretumlaan 4 in Wageningen
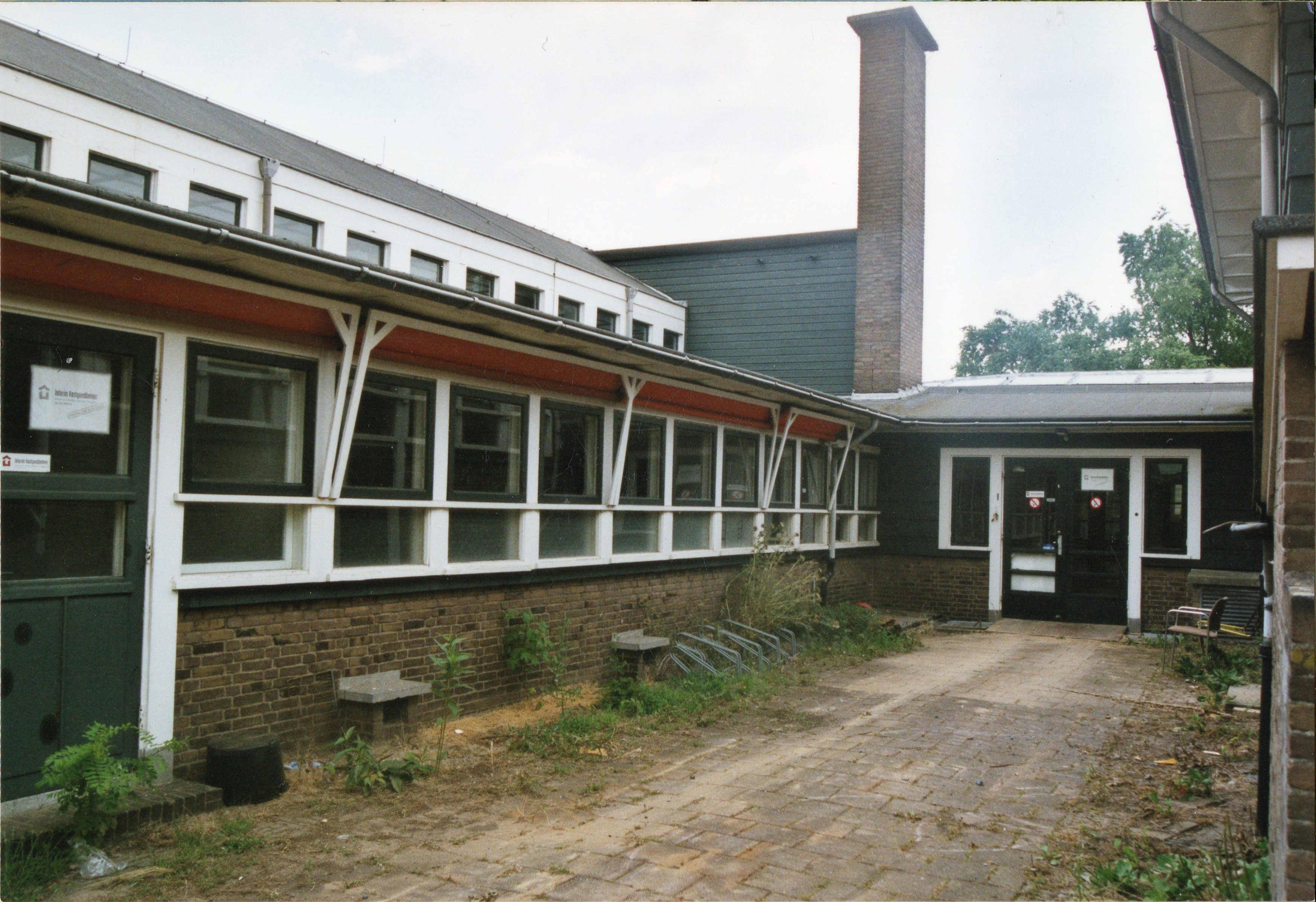
Laboratorium voor Landbouwscheikunde in Wageningen
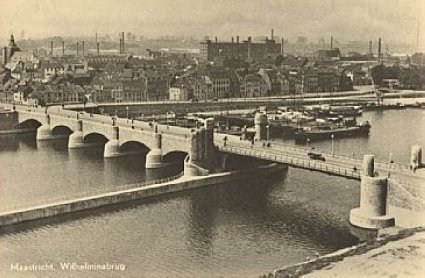
Wilhelminabrug in Maastricht

- Gemeinsame Normdatei: 132877740
- International Standard Name Identifier: 0000 0001 1583 8250
- Library of Congress Control Number: no2008005887
- Nederlandse Thesaurus van Auteursnamen: 273413716
- RKD-Nederlands Instituut voor Kunstgeschiedenis: 12339
- Système universitaire de documentation: 12343937X
- Virtual International Authority File: 168505815
- WorldCat: E39PBJfWWMmWDCGGBYH8DjpQMP